# EXIT (festival)
L'EXIT (noto anche come State of EXIT) è un festival musicale che si tiene annualmente nel mese di luglio nella fortezza di Petrovaradin a Novi Sad, Serbia.

## Storia

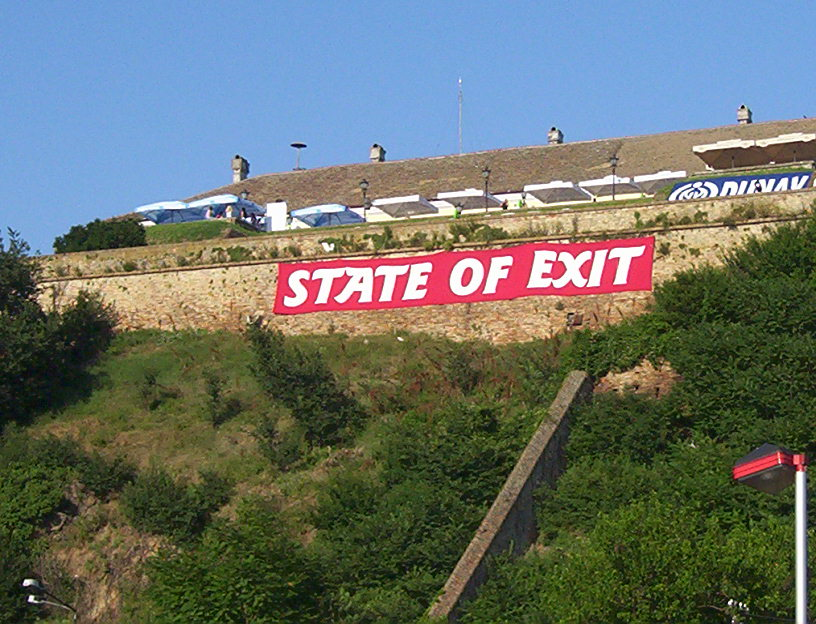
La fortezza di Petrovaradin con il logo del festival

Il festival è stato avviato da tre studenti dell'Università di Novi Sad nel 2000, mentre nel 2001 è stato organizzato attraverso l'Unione degli Studenti della Facoltà di Scienze Tecniche dell'Università di Novi Sad. Nel frattempo diverse ONG e società commerciali sono state coinvolte nell'organizzazione.
Dopo le elezioni presidenziali in Jugoslavia del 2000, l'Exit si è trasferito dal parco universitario della città alla fortezza di Petrovaradin nella stessa città nel 2001. Nel febbraio 2007, il fondatore e proprietario di maggioranza Dušan Kovačević, insieme ai suoi soci, ha deciso di donare la proprietà del festival alla città di Novi Sad in seguito alle offerte esterne per l'acquisto dell'evento, con l'obiettivo di mantenere il festival all'interno della città.
Nel 2007 Exit ha vinto il premio Best Overseas Festival agli UK Festival Awards ed è stato votato come miglior festival europeo agli Yourope Awards. Ha anche vinto il premio Best Major Festival agli European Festivals Awards nel 2013 e nel 2017.
Nel 2006 The Observer ha scelto Exit come festival da inserire nella sua lista delle "25 migliori esperienze di viaggio". Il The Guardian lo ha elencato tra i "12 migliori viaggi del 2008". Nel 2018 BBC News ha indicato Exit come uno dei più grandi festival musicali del mondo, ospitando più di 200.000 persone provenienti da 60 diversi paesi.
Exit organizza cinque eventi in tre paesi dell'Europa sudorientale: il No Sleep Festival (Belgrado) a novembre, il Sea Star Festival (Umago) a maggio; l'Exit Festival (Novi Sad), il Sea Dance Festival (TBA) ad agosto e l'Ada Divine Awakening Festival (Isola Bojana) a settembre. In precedenza, Exit aveva anche organizzato il Festival 84 al monte di Jahorina, che poi è stato cancellato a febbraio 2019 per motivi amministrativi al di fuori del controllo degli organizzatori, il Sunland Festival a Primorsko nel 2021 e il Revolution Festival a Timișoara, che è durato dal 2014 al 2019.
A causa della pandemia di COVID-19, i festival organizzati dal gruppo Exit nel 2020 sono stati rinviati al 2021, ad eccezione dei festival Sea Star, Revolution e No Sleep, che sono stati rinviati al 2022. l'Exit Festival, che inizialmente era rinviato ad agosto 2020, si è tenuto poi a luglio 2021. A settembre 2020 si è comunque tenuta un'edizione di quattro giorni semi-virtuale, solo 250 partecipanti al giorno sono stati ammessi dal vivo, mentre i video delle esibizioni sono stati presentati alla fine di settembre ai milioni di spettatori in streaming.
Nel luglio 2021, il festival è stato il primo grande festival organizzato in Europa dall'inizio della pandemia di COVID-19, ed è stato segnalato come un momento storico dai principali media globali Ha ospitato circa 40.000 partecipanti al giorno e si è svolto presso la Fortezza di Petrovaradin.
L'Exit Festival 2022, all'insegna dello slogan "Together. Always!", si è potuto svolgere nella sua totale capacità rispetto agli anni della pandemia, su più di 40 palchi e zone, tra cui tre stage migliorati rispetto agli anni precedenti. Durante i quattro giorni, il festival è stato visitato da circa 200.000 persone.

## Premi e riconoscimenti
Nel marzo 2018 a Sarajevo, in Bosnia ed Erzegovina, il Consiglio di cooperazione regionale ha premiato l'Exit Festival come Campione della cooperazione regionale per il 2017.

## Galleria d'immagini

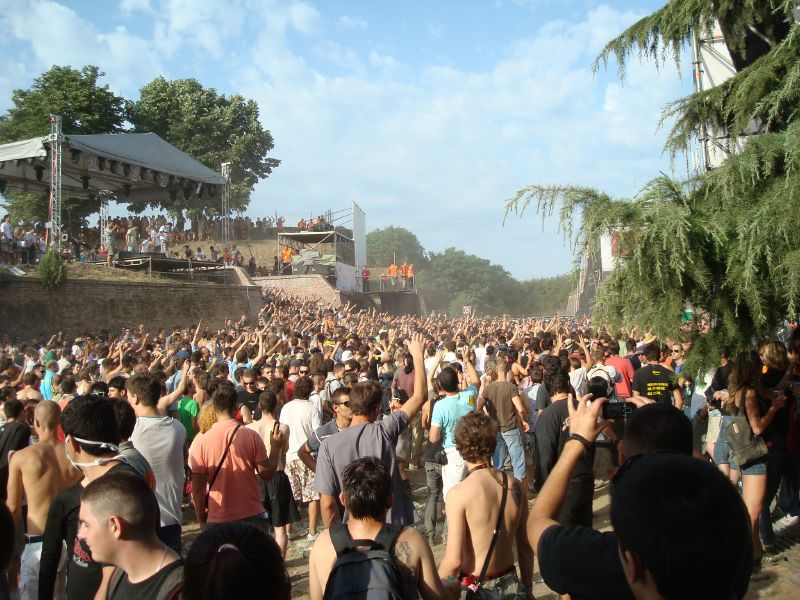
Dance Arena '08
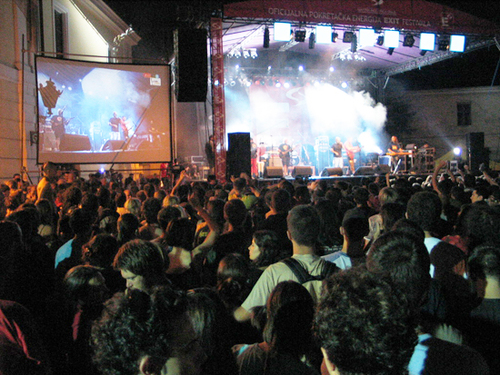
Fusion stage, EXIT 07
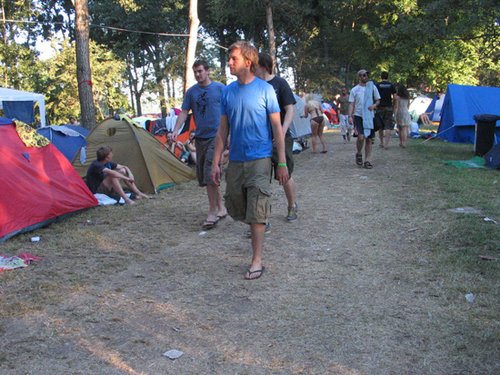
Camp, EXIT 07
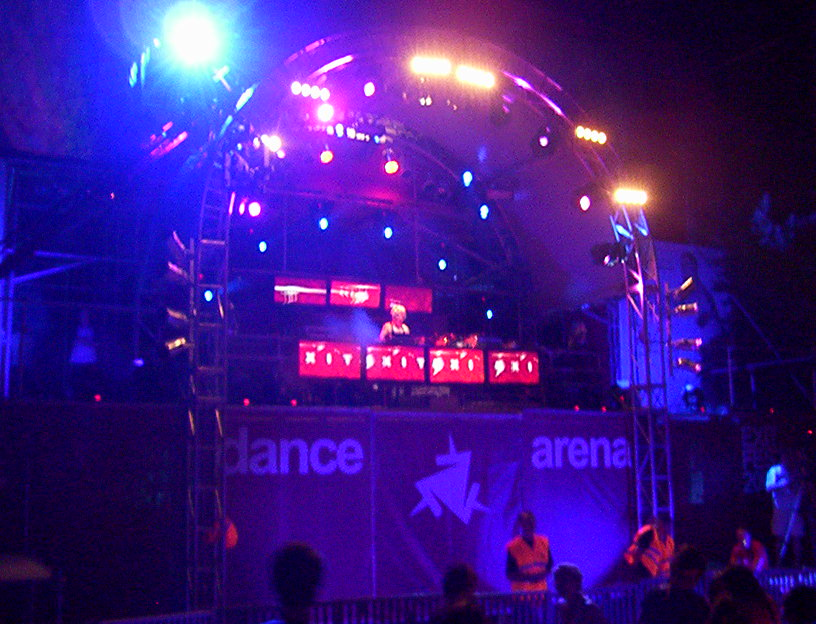
Dance Arena, EXIT 06
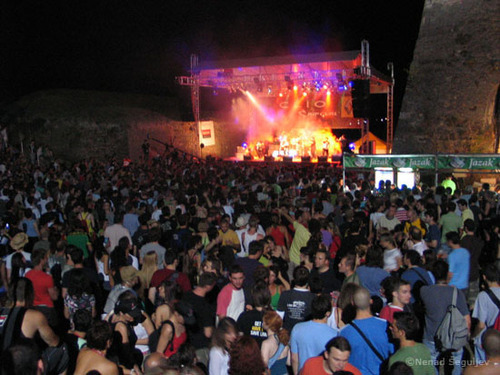
World Music stage, EXIT 07
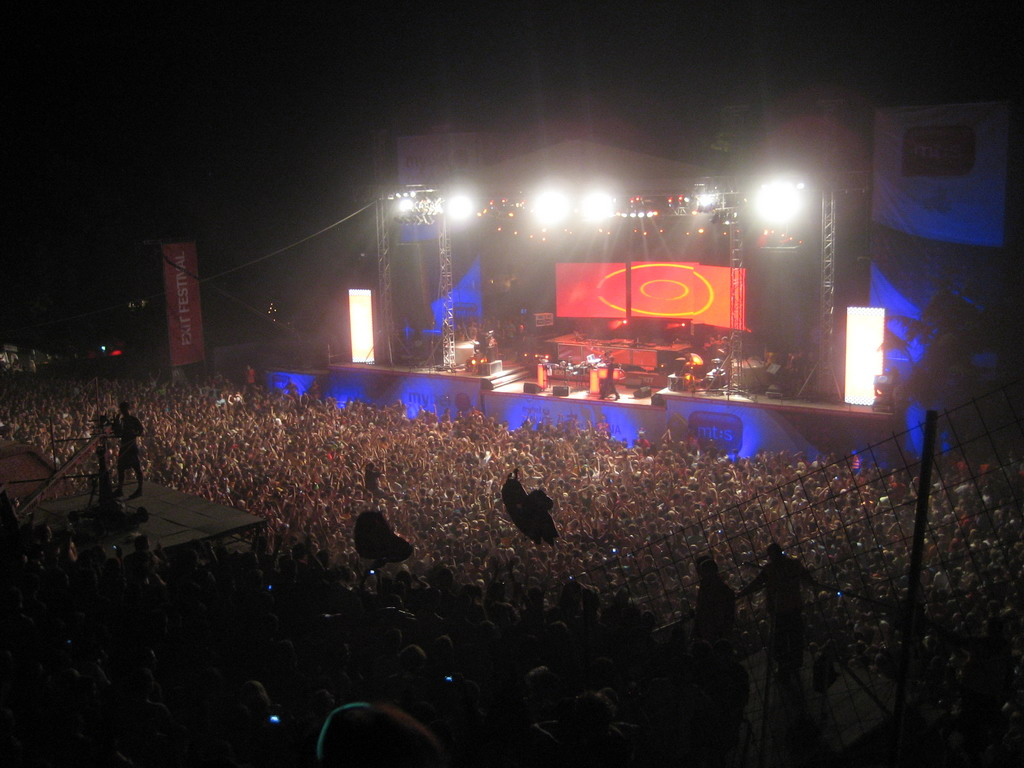
EXIT '08
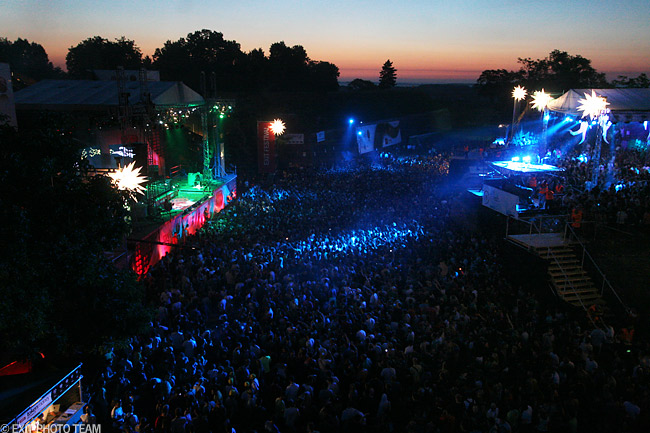
EXIT '08